# Кошелево (Смоленский район)
Кошелево — деревня в Смоленском районе Смоленской области России. Входит в состав Стабенского сельского поселения. По состоянию на 2007 год постоянного населения не имеет. 
Расположена в западной части области в 17 км к северо-востоку от Смоленска, в 8 км севернее автодороги М1 «Беларусь». В 19 км южнее деревни расположена железнодорожная станция Смоленск-Сортировочный на линии Москва — Минск. 

## История
В годы Великой Отечественной войны деревня была оккупирована гитлеровскими войсками в июле 1941 года, освобождена в сентябре 1943 года. 